# Corydalis hongbashanensis
Corydalis hongbashanensis là một loài thực vật có hoa trong họ Anh túc. Loài này được Lidén & Y.W. Wang mô tả khoa học đầu tiên năm 2008.